# Stefano Candiani
Stefano Candiani (né le 11 décembre 1971 à Busto Arsizio) est un homme politique italien, membre de la Ligue du Nord, sénateur, secrétaire d'Etat du gouvernement Conte à compter de juin 2018.